# Brigada de Fusileros Paracaidistas

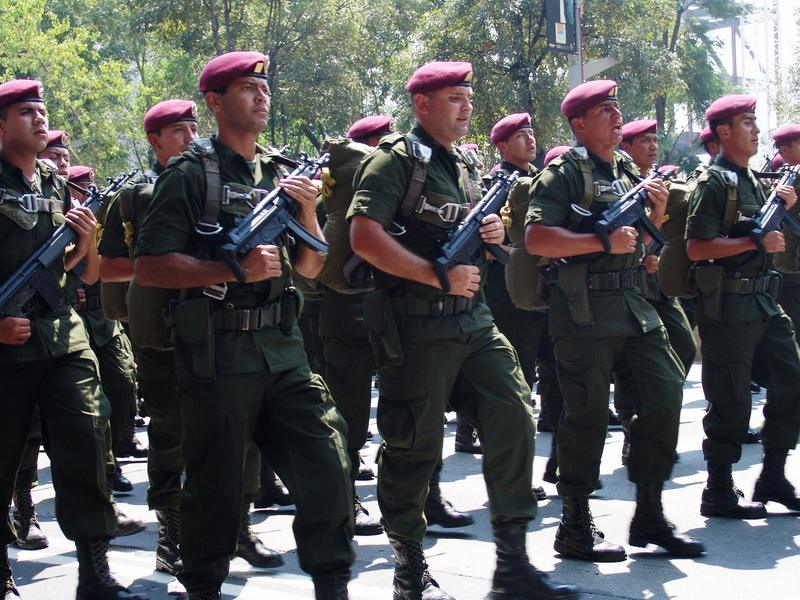
La Brigada de Fusileros Paracaidistas durant le défilé du 16 septembre 2007.

La Brigada de Fusileros Paracaidistas (en français : Brigade des Fusiliers Parachutistes) ou BFP est une unité de parachutistes de l'armée de terre (el Ejército Mexicano) mexicaine qui a été créée en 1969. 
Leur siège était établi à Mexico. En 1999, le Centro de Adiestramiento de Paracaidismo (Centre d'entrainement de parachutisme) a été créé.
 
Un bataillon peut être déployé rapidement dans n'importe quelle partie du pays.

## Organisation
- Commandement/Etat major
- 3 bataillons de parachutistes d'infanterie
- 1 Groupe des Forces Spéciale aéromobile
- 1 compagnie de Logistique

## Sources
- (es) Cet article est partiellement ou en totalité issu de l’article de Wikipédia en espagnol intitulé « Brigada de Fusileros Paracaidistas » (voir la liste des auteurs).